# Peer Boysen
Peer Boysen (* 1957 in Bochum) ist ein deutscher Regisseur und Bühnenbildner.

## Leben
Peer Boysen, Sohn des Schauspielers Rolf Boysen und Marianne, geb. Thoennes, wuchs in München und Hamburg auf. 1980 begann er seine künstlerische Tätigkeit als Bühnenbildassistent in Nürnberg, am Residenztheater München und den Münchener Kammerspielen. Vier Jahre später wurde er festangestellter Bühnenbildner am Staatstheater Mainz. Ab 1987 war Boysen als Bühnenbildner freischaffend tätig, u. a. in Ulm, Stuttgart, Gießen, Kaiserslautern, Hannover, München und Wien.
1990 debütierte er als Regisseur mit Der Sohn des Chao von Ad de Bont an der Schauburg in München. Ein Schwerpunkt seiner Tätigkeit ist die Inszenierung barocken Musiktheaters, häufig in Zusammenarbeit mit dem Dirigenten Michael Hofstetter. Zudem verfasst Boysen Libretti und eigene Stücke, wie Sneewitte, Orfeus und Ein Theater nach der Mode gemeinsam mit Kobie van Rensburg, die Regentrude, den 3-Teiler Prinz Eisenherz und Der Fliegende Holländer.
Seit 2005 wohnt Boysen in Santiago de Chile.
Von 2012 bis 2017 war er Hochschuldozent an der Johannes Gutenberg-Universität Mainz.
Sein Bruder ist der Schauspieler Markus Boysen.

## Inszenierungen (Auszug)
- 1991 Ad de Bont, Der Sohn des Chao, Schauburg München
- 1992 F. K. Waechter, X, Y, Z, Schauburg München
- 1993 Roland Schimmelpfennig, Keine Arbeit für die junge Frau im Frühlingskleid, Münchener Kammerspiele,
- 1993 Polenweiher, Strittmatter, Schauburg München
- 1994 Georg Friedrich Händel, Oreste, D.: Hofstetter,
- Vor dem Ruhestand, Bernhard, Freiburg
- 1994 Händel, Serse, Wiesbaden
- 1995 Händel, Rinaldo, Staatstheater Wiesbaden
- 1994 Tankred Dorst, Grindkopf, Schauburg München,
- Iphigenie in Aulis, Gluck, Bayerisches Staatstheater
- 1995 Wolfgang Amadeus Mozart, Die Zauberflöte, Weimar
- 1996 Jacques Offenbach, Hoffmanns Erzählungen, Offenbach, Weimar
- 1997 Rakes Progress, Strawinsky, Staatstheater am Gärtnerplatz,
- 1998 Iphigenie en Aulide, Gluck, Montpellier,
- 1999 Finta Gardiniera, Mozart, Montpellier
- 2001 Giuseppe Verdi, Don Carlos, Mainz
- 2002 Carl Maria von Weber, Der Freischütz, Mainz,
- 2002 Catone en Utica, Ferandini, Staatstheater am Gärtnerplatz
- 2003 Mozart, La clemenza di Tito, Innsbruck
- 2004 Puccini (das Finale vervollständigt von Luciano Berio), Turandot, Bremen[1]
- 2004/2005 Händel, Rodelinda, Händel-Festspiele Halle,
- 2005 Janáček, Káťa Kabanová, Bremen[2]
- 2005–2008: Mozart, Da-Ponte-Zyklus, Innsbruck
- 2006 Nikolaus Schapfl, Der kleine Prinz, Badisches Staatstheater Karlsruhe
- 2003/2004 Händel, Deidamia, Göttingen
- 2003 Händel, Almira, Händelfestspiele Karlsruhe, D.: Hofstetter,
- 2004 Volker Nickel, Orfeus, D.: Poppen, Schauburg München
- 2005 Händel, Resurrezione, Händelfestspiele Karlsruhe, D.: Hofstetter,
- 2006 Mozart, Die Entführung aus dem Serail, Ludwigsburger Schlossfestspiele,
- 2008/2009 Mozart, Die Zauberflöte, Oper Köln, D.: Stenz;
- Gluck, Semiramide, Mainz
- 2008/2009 Händel, Giulio Cesare, Händelfestspiele Karlsruhe, D.: Hofstetter;
- 2008 Die Regentrude, Schauburg München,
- Das Feuerwerk, Baad. Staatstheater, Mainz, Carmen, Bizet
- 2010 Händel, Ariodante, Händelfestspiele Karlsruhe, D.: Hofstetter,
- 2010 Händel, Amadigi, D.: Schneider, Mainz
- 2010 Prinz Eisenherz, 1. Teil, nach der Comic-Vorlage von Hal Foster, Schauburg München
- 2011 Mozart, Idomeneo, D.: Altstaedt, Innsbruck,
- 2012/2013 Haydn: Il mondo della luna, D: Koloseus, HfM, Johannes Gutenberg-Universität, Mainz,
- 2013/2014 Haratischwili, Elektra, Schauburg, München;
- 2014/2015 Herfurtner: Der König hinter dem Spiegel, Schauburg, München.
- 2014/2015 Mozart, Die Zauberflöte   Fujian Opera House, Fuzhou, in Zusammenarbeit mit der Hochschule für Musik, Bejing University
- 2014/2015 Rossini, Il Barbiere di Siviglia, Graz
- 2015/2016 Scarlatti, Gli Equivoci Nel Sembiante, Staatstheater Wiesbaden.
- 2015/2016 Liebeslichterloh, Schauburg München
- 2015/2016 Il Barbiere di Siviglia, Theater Rudolstadt
- 2015/2016 Il Barbiere di Siviglia, Rossini, D.: W. Koloseus, Hochschule für Musik, Johannes Gutenberg-Universität, Mainz
- 2016/2017 Willem Vanderdecken oder das Märchen vom fliegenden Holländer, Boysen,  Schauburg, München.
- 2021  Orfeo, Gluck, Internationale Gluckfestspiele, D.: Hofstetter